# Robotsebészet

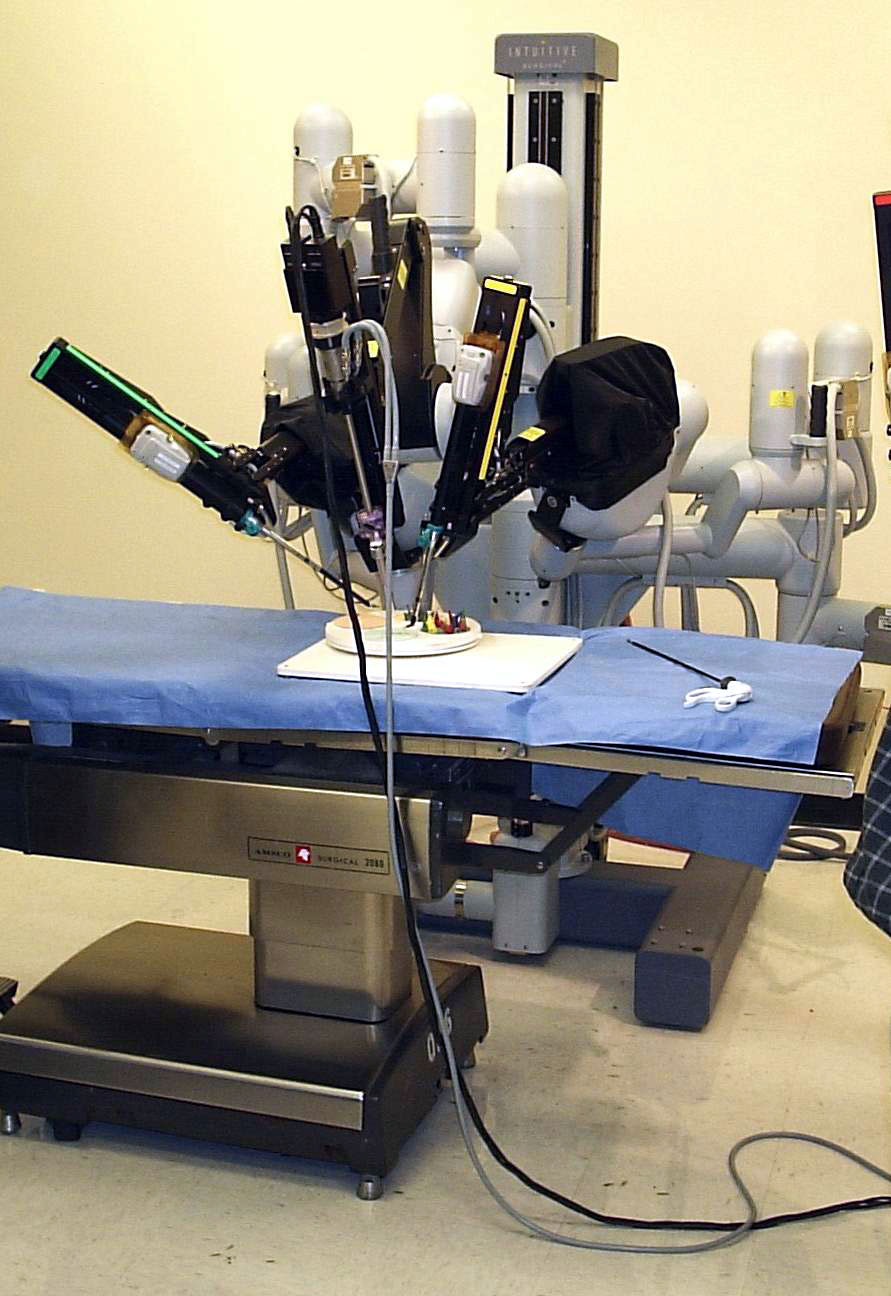
A „da Vinci sebészeti rendszer” operáló asztala a robottal

A robotsebészet (angolul robotic surgery) a sebészet egy viszonylag új ága, amely sebészeti műtéteket robotok segítségével végez. Bár a gyakorlat már évek óta terjed, magyar használatban több kifejezés leírhatja a módszert.
A módszerre három fontos alkalmazási típust találhatunk: 
- távolból irányított, távsebészet (remote surgery)
- minimális behatolást alkalmazó (minimally invasive) operáció, és
- emberi beavatkozás nélküli (unmanned) operáció.

A robotsebészet előnyei a precíz kivitelezés, a miniatürizálás lehetősége, a kézi gyakorlatnál sokkal nagyobb artikulációra való képessége és az operáció közvetlen színhelyének háromdimenziós felnagyíthatósága.
Az eddig legjobban ismert sebészeti robot, a da Vinci robot gyártójának, az Intuitive Surgical cégnek az internethelye így foglalja össze a robotsebészet előnyeit:
- A szervezet traumájának lecsökkentése
- Gyorsabb operáció - kevesebb vérveszteség (alig kell vérátömlesztés)
- Csökkent operáció utáni fájdalom
- Az operáció következtében előálló fertőzés valószínűségének lecsökkenése
- Rövidebb kórházi tartózkodás
- Gyorsabb felépülés
- Kisebb sebhely

A robotsebészettel közeli kapcsolatban van a laparoszkópia  angolul laparoscopy, vagy laproscopy, de az előbbi szó a görög eredetinek megfelelő fordítás, ami „hasba való benézés”-t jelent operáció nélkül. Az elnevezést azonban a minimálisan invaziv sebészettel (minimally invasive surgery), vagy kulcslyuksebészettel (keyholesurgery) azonosítják.

## A robotsebészet története dátumokban
- 1985 Egy Puma 560 nevű robot kapilláristűt tesz előmintavételre (biopsy) egy beteg agyába
- 1988 Egy az Imperial College London[3] által kifejlesztett PROBOT nevű robot prosztataoperációt hajt végre egy betegen
- 1992 Az Integrated Surgical Systems cég által bemutatott ROBODOC nevű gép precíz alkatrészt készít egy felső lábcsont (femur) számára csípőcsere operáció céljából
- 1992 Az Intuitive Surgical cég bemutatja a számítógépes da Vinci sebészeti rendszert, valamint az AESOP (Aesopus) és a ZEUS sebészeti rendszert.
- 1997 Fallopian cső visszakötése a ZEUS robottal
- 1998 A lipcsei Szívközpontban Dr Friedrich-Wilhelm Mohr végrehajtja az első sikeres heart bypass vagyis szívkikerülésre szolgáló robotos operációt a Da Vinci sebészeti robot segítségével
- 1999 Kanada a színhelye a világ első lüktető szíven sebészeti robottal végzett coronary artery bypass graft (CABG) vagyis koronaér szívkikerülő átültetési operációnak a ZEUS robottal
- 2001 New Yorkban Prof. Marescaux a ZEUS sebészeti rendszer számítógépét használja egy francia, strassburgi kórházban lefolytatott operációra egy malacon (cholecystectomy vagyis epehólyageltávolítás): első távsebészet
- 2006 az első emberi beavatkozás nélküli robot automata operációja Olaszországban.

### A da Vinci sebészeti/operációs rendszer
A da Vinci rendszernek három komponense van: sebészkonzol, robotos kocsinak (robotic cart) nevezett operációs asztal és egy nagy-definíciós 3D optikai rendszer. Az operációs asztal robotjának egy karja a filmező gépet kezeli, három másik pedig az operációt végzi. Az artikulált (csuklós) robot-kezeket a sebész ún. kannulákon, a testbe vágott apró hézagokon keresztül nyújtja az operáció színhelyére, a beteg belső részébe. A sebész három dimenzióban látja az operáció folyamatát, kézmozdulatait pedig a robotrendszer arányosítja a test nagyságához úgy, hogy a sebész kézmozdulatai mikro-mozgást eredményezhessenek. A da Vinci sebészeti rendszer az amerikai Food and Drug Administration (FDA) teljes jóváhagyását élvezi prosztata-rák, méh-eltávolítás és mitrális szelep (kéthegyű billentyű) gyógykezelésének eseteire. A rendszert 800 kórház használja Európában ill.  Amerikában, és 2006 végéig már 48 000 operációt végeztek el vele. (Megerősítésre váró ára 1 200 000 US dollár)

## Alkalmazási területei

### Szívsebészet
Endoszkópiás koronaér bypass és kéthegyű billentyű (mitral valve) csere.

### Gasztrointesztinális (gyomor-bél) sebészet
A da Vinci robot több részes operáció végrehajtására alkalmas ezen a területen az ún. bariatikus (fogyasztás céljából végzett) operációt beleértve

### Nőgyógyászat
Ezen a területen fejlődik a robotsebészet a leggyorsabban. A da Vinci rendszert használják mind jóindulatú mind rosszindulatú daganatok eltávolítására. Alkalmazott operációk:
- fibroma eltávolítás
- abnormális menstruáció rendezése
- endometriózis
- petefészekdaganatok eltávolítása
- medencesüllyedés (prolapse) kezelése
- női rákos daganatok operációs eltávolítása
- méheltávolítás,
- méh fibroid eltávolítás
- mirigy biopszia

Ezek alkalmazásával a nagyméretű nőgyógyászati operációkat a robotsebészet csaknem teljesen el fogja tüntetni.

### Ideggyógyászati sebészet
Több sztereosztatikus műtétet lehet robotsebészettel végezni. Az MD Robotic cég NeuroArm nevű robotja az egyetlen robot, eddig ami MRI-kompatibilis, vagyis amit a mágneses rezonancia képalkotás módszerével együttesen lehet használni.

### Ortopédia
Az ortopédiára már 1992 óta használják a ROBODOC berendezést.

### Gyermekgyógyászat - Pediatria
Gyermekgyógyászatban a robotsebészetnek széles körű alkalmazása van, úgymint
- Tracheoesophageal fistula (Légcső-nyelőcső-fekély) gyógyítása
- Cholecystectomy (epekőeltávolítás)
- Nissen fundoplication[4]
- Morgani hernia (sérv)
- Kasai portoenterosztomia
- Congenital diaphrahmatic hernia (születési rekeszizomsérv)

### Röntgensebészet
A CyberKnife Robotic Radiosurgery elnevezésű robotos berendezés képvezérlést (image guidance) és robotikát használ együttes többirányú nagyenergiájú röntgenbesugárzásra daganatok eltávolítása céljából

### Urológia
A da Vinci robotot már rutinszerűen használják a rákos prosztata és javíthatatlanul megbetegedett vese eltávolítására, bedugult vese kitisztítására és vízhólyagabnormalitások gyógyítására. Az ún. Prosztata brachiterápia nevű gyógykezelés céljából új fajta hajlítható tűk állnak jelenleg fejlesztés alatt

## A robotsebészet határai
Sajnos a robotsebészetnek még nem minden oldala olyan arany ami fénylik. A modern berendezés gyártása, karbantartása és működtetése sokba kerül, a régebben kifejlesztett gépek működtetése pedig komplikáltabb és speciális oktatást igényel. Az operációból származó adatgyüjtés és tárolás, valamint magának az operációnak az eredménye még nem mindig megfelelő ami olykor elégedetlenséghez vezethet.

## Miniatür-robotika
A robotsebészet a miniatürizálás irányában halad. Az Egyesült Államokban a University of Nebraska Medical Center (a nebraskai egyetem orvosi központja) a szervező centruma a sebészek és műszermérnökök közötti együttműködésének ezen a területen, az izraeli Hebrew University kutatói pedig olyan miniatűr robotokkal kísérleteznek, amelyeket a vérkeringési rendszerbe lehet átnavigálni.

## Fordítás
- Ez a szócikk részben vagy egészben  a   Robotic surgery című angol Wikipédia-szócikk ezen változatának fordításán alapul.  Az eredeti cikk szerkesztőit annak laptörténete sorolja fel. Ez a jelzés csupán a megfogalmazás eredetét és a szerzői jogokat jelzi, nem szolgál a cikkben szereplő információk forrásmegjelöléseként.

## Külső hivatkozások (magyar)
- Da Vinci Robotsebészetről leírás

## Külső hivatkozások (angol)
- Minimally Invasive Robotic Association website
- ROBODOC Archiválva 2008. május 17-i dátummal a Wayback Machine-ben
- PathFinder neurosurgical robot
- National Georgaphic, September Article about remote surgery
- Robotics in Urology
- High Performance Network Video in support of Remote Surgery
- NSF Engineering Research Center for Computer-Integrated Surgical Systems and Technology -- Johns Hopkins University, Carnegie Mellon University, Massachusetts Institute of Technology
- Robotic doctor with sense of touch
- REPOROBO project
- Canadian robot does better brain surgery, USA Today, April 17, 2007
- neuroArm project at University of Calgary, Alberta, Canada
- Surgical Robot Out of This World
- World's First Image-guided Surgical Robot To Enhance Accuracy And Safety Of Brain Surgery at University of Calgary
- World's First Closed-Chest Beating Heart Bypass
- A Medical Robot Makes Headway, New York Times, February 12, 2008
- overview of how robotic surgery works (article from 2000)
- overview of robotic surgery field
- Haidegger Tamás blogja sebészrobotokról

User:NCurse MedIQ Blogjában leírja Haidegger Tamás villamosmérnök interjúját az orvosi robotokkal kapcsolatban 

YouTube által publikált Internet videók nagy választékát találhatod a következő linkeken:
https://youtube.com/watch?v=wnjSqOyRg,
https://www.youtube.com/watch?v=fOq78xyzIXQ és
https://www.youtube.com/watch?v=6cjXe3Olv3Q